# Saint-Omer, Calvados
Saint-Omer är en kommun i departementet Calvados i regionen Normandie i norra Frankrike. Kommunen ligger i kantonen Thury-Harcourt som ligger i arrondissementet Caen. År 2022 hade Saint-Omer 190 invånare.

## Befolkningsutveckling
Antalet invånare i kommunen Saint-Omer
Referens:INSEE